# Deutsche Volksunion
La Unión del Pueblo Alemán (en alemán: Deutsche Volksunion o DVU) fue un pequeño partido alemán de derecha o de extrema derecha, desaparecido en 2011 al unirse con el Partido Nacionaldemócrata de Alemania (NPD). Anteriormente, había formado parte del Deutschlandpakt, junto al NPD.

## Historia
En la década de los años 80, Gerhard Frey, editor del National Zeitung, creó en 1971 una fundación de la cual nacerá después la Deutsche Volksunion. El partido tenía su sede central en Múnich.
A fines de la década de 1980 la DVU entró por primera vez en un parlamento estatal, obteniendo un escaño en las elecciones estatales de Bremen de 1987, pudiendo repetir y ampliar este éxito en las siguientes elecciones bremenses. También entró con un 6,2% en el Landtag de Schleswig-Holstein en 1992. En 1998 la DVU entró con un espectacular 12,9% en el parlamento de Sajonia-Anhalt, en la antigua República Democrática Alemana. Sin embargo, a excepción de Bremen, la DVU no fue capaz de durar más de una legislatura en los parlamentos, ya que en Schleswig-Holstein obtuvo un 4,3% en las elecciones de 1996 y en Sajonia-Anhalt ni siquiera se presentó a las elecciones de 2002, cayendo aún más en ambos casos en los posteriores comicios.
No muy activo fuera de los períodos electorales, la DVU es completamente dependiente, particularmente en el nivel financiero, de su fundador y líder histórico. Puede que Die Zeit haya escrito que la DVU era más un círculo de lectores de National-Zeitung que un partido propiamente dicha.
La década de los años 2000 marcó el crecimiento de la DVU. Fue capaz de seguir manteniendo su representación parlamentaria en Bremen (con el diputado Siegfried Tittmann), y en 2004, un año después de firmar el "Deutschlandpakt" con el NPD, mantuvo su representación parlamentaria en Brandenburgo (pasando de un 5,3% en 1999 a un 6,1% en 2004), aumentando casi un 1%, algo inédito para un partido considerado de extrema derecha.
En 2007 perdió su representación en Bremen, luego de que Siegfried Tittmann (su único diputado) abandonara el partido. En 2009 lo hizo en Brandeburgo, obteniendo apenas un 1,1%. Debido a la participación del NPD en estas elecciones, este y la DVU entraron en conflicto, lo cual causó la disolución del Deutschlandpakt.
Aun así, en 2010, ambos partidos iniciaron negociaciones de fusión. Estas finalizaron el 1 de enero de 2011, cuando la DVU se integró al NPD, dejando de existir como partido. La decisión había sido tomada previamente mediante un referéndum partidario en 2010. Algunas asociaciones estatales de la DVU se mostraron en contra de esta fusión, lo que resultó en una medida preliminar debido a supuestas irregularidades en el referéndum. El 26 de mayo de 2012, estas objeciones fueron retiradas y la DVU fue declarada como oficialmente disuelta.
Tras la unificación entre DVU y NPD este último agregó la frase "La unión del pueblo" a su logotipo.

## Ideología y apreciación
El partido estuvo, desde el principio, bajo la observación de la Oficina Federal para la Protección de la Constitución, quien declaró que las políticas del partido violaban la constitución alemana. La DVU fue clasificada como xenófoba, nacionalista, revisionista histórica y como un partido de protesta contra el supuesto fracaso de los principales partidos políticos.
Los candidatos de la DVU en las elecciones estatales rara vez aparecieron, permaneciendo en el fondo. En lugar de manifestaciones electorales, el partido invirtió en carteles y volantes, dirigidos a los votantes de protesta. Los candidatos para las elecciones estatales eran elegidos a mano por Frey después de entrevistas privadas, y no elegidos por el partido.
Debido al liderazgo autoritario de Frey, la DVU a menudo se denominó el "Partido Frey" y su dependencia financiera de Frey aseguró que las actividades independientes del partido fueran imposibles. Los grupos parlamentarios de la DVU en los parlamentos estatales pronto se fracturaron debido al control excesivo de Frey y el partido pronto se hundió después de que Frey renunció en 2009. El Irish Times, después del éxito del partido en las elecciones estatales de Sajonia-Anhalt en 1998, describió a la DVU como "menos un partido político que el peligroso juguete de un millonario", sin ninguna estructura de partido real. En ese momento, la fortuna del personal de Frey se estimaba en más de 500 millones de marcos alemanes.
Como toda la extrema derecha alemana, la DVU mantuvo cierta proximidad con los círculos negacionistas. En 1977 financió una gira de conferencias de Arthur Butz y publicó extractos de su libro "La farsa del siglo XX" en serie en el periódico nacionalista National-Zeitung. En 1982 fue el británico David Irving quien fue invitado a dar varias conferencias para el partido. Nuevamente en 2008, la DVU criticó una "represión unilateral" del pasado, así como la explotación de la Shoah, considerada como una fuente de ingresos para los judíos necesariamente codiciosos. La Bundesamt für Verfassungsschutz también observó declaraciones xenófobas: extranjeros e inmigrantes fueron identificados con delincuentes. En el mismo informe, se observa la asimilación entre los "partidos establecidos" y un supuesto lobby judeoamericano. En respuesta a estas críticas, la DVU presentó decisiones internas que especificaban la incompatibilidad de pertenecer a la DVU y los movimientos neonazis, los grupos skinhead de extrema derecha y los Freie Kameradschaften, decisiones que el NPD (con el que el partido colaboró voluntariamente en ese momento y terminó fusionándose) por su parte nunca tomó. Después de la llegada de Matthias Faust al frente del partido, Andreas Molau, periodista de Die Zeit, basado en palabras del jefe de la Verfassungsschutz de Hamburgo, habló de un partido a la izquierda del NPD, que prefirió xenofobia basada en motivos culturales al racismo biológico de los neonazis.

## Resultados electorales

### Elecciones federales
| Año  | # de votos de lista | % de votos de lista | # de escaños |
| ---- | ------------------- | ------------------- | ------------ |
| 1998 | 601 192 (#7)        | 1,22                | 0/669        |
| 2009 | 45 752 (#15)        | 0,1                 | 0/622        |

### Elecciones al Parlamento Europeo
| Año  | # de votos    | % de votos | # de escaños obtenidos |
| ---- | ------------- | ---------- | ---------------------- |
| 1989 | 444.921 (#6)  | 1,58       | 0/81                   |
| 2009 | 111.695 (#13) | 0,42       | 0/81                   |